# Івано-Франківська єпархія ПЦУ
Івано-Франківська єпархія — єпархія ПЦУ на території Івано-Франківської області.

## Історія єпархії
Українську автокефальну православну церкву на теренах України було відновлена 1989 року: у львівському Петропавлівському соборі було урочисто проголошено цей факт.
22 січня 1990 р. на зібранні духовенство Івано-Франківщини в Галичі перейшло із РПЦ до УАПЦ.
7 квітня 1990 р. в Підгайчиках був рукоположений правлячий архієрей єпископ Івано-Франківський і Коломийський Андрій (Абрамчук).
У січні 1992 р. патріархом Мстиславом правлячий архієрей піднесений до сану митрополита Галицького.
Кафедральний собор: Покровський кафедральний собор.

### Єпископи
- 1990—1992 Андрій (Абрамчук), митрополит Івано-Франківський і Галицький (Івано-Франківський і Коломийський) → Українська православна церква Київського патріархату
- 1995— Андрій (Абрамчук), митрополит Івано-Франківський і Галицький

### Вікарії
- 2018— Павло (Мисак), єпископ Коломийський

## Єпархіальне управління
Адреса: 76000, м. Івано-Франківськ, вул. Вірменська 5.
Секретар: прот. Богдан Романюк
Відділ військового духовенства і взаємодії із Збройними силами і правохоронними органами: прот. Микола Белей
Відділ благодійного і соціального служіння: прот. Михайло Смушак.
Відділ у справах сім'ї і молоді: прот. Василь Олевич.
Інформаційний відділ: прот. Євген Шувар.
Видавничий відділ: прот. Миколай Гелетюк.
Господарсько-економічний відділ: прот. Іван Стефанків
Єпархіальний церковний суд: ієромонах Степан (Козак)
Юридичний відділ: ієромонах Степан (Козак)
Ревізійна комісія: прот. Василь Стадник

## Благочиння єпархії
До складу єпархії входить 12 благочинь:

### Галицьке благочиння, благочинний митр. прот. Євген Стасюк
- Вікторів, церква перенесення мощей св. Миколая (1883). Настоятель — митр. прот. Євген Шувар
- Вікторів, церква Успення Пресвятої Богородиці. Настоятель — митр. прот. Євген Шувар
- Галич, церква Св. рівноап. князя Володимира (1991). Настоятель — митр. прот. Євген Стасюк
- Тумир, церква Св. Параскеви (1878). Настоятель — митр. прот. Михайло Дідоха

### Городенківське благочиння, благочинний митр. прот. Тарас Іванюк
- Дубки, церква Успіння Пресвятої Богородиці. Настоятель — ієрей Володимир Кривко
- Далешове, церква св. Косьми і Даміана (1778). Настоятель — митр. прот. Тарас Іванюк
- Далешове, церква Далешівської Ікони Божої Матері (2018). Настоятель — митр. прот. Тарас Іванюк
- Колінки, церква Св. Миколая (1904). Настоятель — митр. прот. Тарас Іванюк
- Прикмище, церква Покрови Пресвятої Богородиці (1879) Настоятель — прот. Анатолій Мартинюк
- Репужинці, церква Чуда Арх. Михаїла (1893). Настоятель — ієрей Володимир Кривко
- Росохач, церква Преображення Господнього (1834). Настоятель — прот. Анатолій Мартинюк
- Ясенів-Пільний, церква Чуда Арх. Михаїла (2017) Настоятель — митр. прот. Роман Капріян

### Долинське благочиння, благочинний митр. прот. Роман Винник
- Ангелівка, церква Св. Василія Великого (1864). Настоятель — митр. прот. Михайло Хомин
- Долина, церква Різдва Івана Хрестителя. Настоятель — прот. Олексій Мошинець
- Долина, церква Св. Миколая Настоятель — митр. прот. Роман Винник
- Лолин, церква Св. Миколая (1892). Настоятель — митр. прот. Іван Салига
- Максимівка, церква Зіслання Святого Духа (1885). Настоятель: митр. прот. Василь Курник
- Підліски, церква Введення в храм Пресвятої Богородиці. Настоятель: митр. прот. Іван Салига
- Старий Мізунь, церква Покрови Пресвятої Богородиці. Настоятель: прот. Василь Курус

### Івано-Франківське благочиння, благочинний ієромонах Степан (Козак)
- Івано-Франківськ, кафедральний собор Покрови Пресвятої Богородиці , вул. Мельничука 5. Настоятель: митрополит Андрій (Абрамчук) клірики — митр. прот. Богдан Романюк, митр. прот Іван Стефанків, митр. прот. Василь Демяник, митр. прот. Микола Белей, прот. Василь Олевич (Голова Івано-Франківського Обласного Православного Братства Святого Апостола Андрія Первозванного)
- Івано-Франківськ, церква Різдва Христового, Настоятель прот. Михайло Кудла, клірики: ієрей Михайло Готич, ієрей Василь Бегар
- Івано-Франківськ, церква Різдва Христового, вул. Побутова 1. Настоятель  прот. Микола Хрептак
- Івано-Франківськ, церква Різдва Пресвятої Богородиці (2004), с. Хриплін вул. Стартова 1. Настоятель — митр. прот. Іван Юхней
- Івано-Франківськ, церква Святого Духа (2006), вул. Пасічна (мікрорайон Пасічна). Настоятель — митр. прот. Василь Максимишин
- Довге, церква Воскресіння Христового. Настоятель митр. прот. Любомир Медвідь
- Камінне, церква Різдва Пресвятої Богородиці (1991). Настоятель прот. Василь Амброзяк.
- Забережжя, церква св. архидиякона Степана (1993). Настоятель — митр. прот. Степан Жолоб'юк
- Іваниківка, церква Арх. Михаїла (1990). Настоятель — ієромонах Степан (Козак)
- Одаї, церква Різдва Пресвятої Богородиці (2000). Настоятель митр. прот. Михайло Петрів
- Підпечери церква Різдва Христового. Настоятель — митр. прот. Ігор Приймак
- Стебник, церква Різдва Пресвятої Богородиці. Настоятель — митр. прот. Ігор Приймак
- Юрківка, церква Трьох святителів. Настоятель митр. прот. Василь Минтяник
- Черніїв, церква Івана Хрестителя (1991). Настоятель митр. прот. Іван Грицьків

### Калуське благочиння, благочинний митр. прот. Богдан Челядин
- Бережниця, церква св. Миколая (1876). Настоятель — митр. прот. Богдан Челядин
- Вістова, церква Різдва Христового (1886). Настоятель — прот. Богдан Кошка
- Калуш, церква первомуч. архидиякона Степана Настоятель — прот. Микола Візнюк
- Калуш, церква Успіння Пресвятої Богородиці Настоятель — митр. прот. Іван Тимків
- Мислів, церква Різдва Пресвятої Богородиці (1896). Настоятель — прот. Богдан Кошка
- Новиця, церква Свт. Василія Великого. Настоятель- прот. Василь Конечний.
- Підмихайля, церква Арх. Михаїла (1891). Настоятель —  митр. прот. Богдан Челядин, помічник ієрей Назарій Кошка
- Пійло, церква св. ап. Петра і Павла (2018). Настоятель — митр. прот. Василь Малярчук
- Середній Угринів, церква Арх. Михаїла (1994). Настоятель — митр. прот. Микола Данів
- Станькова, церква Арх. Михаїла (1994). Настоятель — митр. прот. Іван Тимків

### Коломийське благочиння, благочинницй митр. прот. Даниїл Коржинський
- Коломия церква св. рівноап. Володимира Великого, (в стадії будови). Настоятель прот. Андрій Стасюк.
- Велика Кам'янка, церква Архистратига Михаїла (2023). Настоятель митр. прот. Роман Кузьмин.
- Воскресинці, церква Св. влмч. Юрія Переможця (1995). Настоятель — митр. прот. Любомир Коржинський
- Ганнів, церква св. влмч. Димитрія Солунського. Настоятель — митр. прот. Андрій Кузьмин
- Залуччя, церква Покрови Пресвятої Богородиці (1868). Настоятель — митр. прот. Роман Погрищук
- Іванівці, церква Воздвиження Чесного Хреста. Настоятель — митр. прот. Василь Захарчук
- Кийданці, церква св. безсрібників Козьми і Даміана. Настоятель — митр. прот. Даниїл Коржинський
- Келихів, церква Воздвиження Чесного Хреста (1852). Настоятель — ієрей Арсен Півторак
- Княждвір, церква Успіння Пресвятої Богородиці (1995). Настоятель — митр. прот. Ігор Сас-Жураківський
- Матеївці, церква Покрови Пресвятої Богородиці (2020). Настоятель — митр. прот. Андрій Кузьмин.
- Мишин, церква св. мч. Параскеви-П'ятниці (1837). Настоятель — митр. прот. Миколай Атаманюк
- П'ядики, церква Всіх святих (2008). Настоятель — митр. прот. Микола Матвійчук
- Семаківці, церква Св. Василія Великого (1885). Настоятель — митр. прот. Любомир Тетеря.
- Товмачик, церква Пресвятої Трійці (1994). Настоятель — митр. прот. Роман Погрищук
- Шепарівці, церква Зачаття Пресвятою Анною Пречистої Діви Марії (1876). Настоятель — митр. прот. Любомир Білецький

### Косівське благочиння, благочинний митр. прот. Петро Дяків
- Акрешори, церква св. влмч. Димитрія Солунського (1900). Настоятель — митр. прот. Василь Бойчук
- Бабин, церква Вознесіння Господнього (1896). Настоятель — митр. прот. Михайло Ганущак
- Брустурів, церква Вознесіння Господнього (2015). Настоятель — прот. Іван Петращук
- Великий Рожин, церква св. влмч. Димитрія Солунського (1895). Настоятель — митр. прот. Іван Сабадаш
- Довгополе, церква Арх. Михаїла (1991). Настоятель — митр. прот. Назарій Павлюк
- Кобаки, церква свт. Миколая (1852). Настоятель — митр. прот. Павло Слободян
- Кобаки, церква Воздвиження Чесного Хреста (1994). Настоятель — митр. прот. Іван Голомеджук
- Космач, церква св. ап. Петра і Павла (1904—1905). Настоятель — митр. прот. Василь Кіфор
- Космач (Завоєли), церква св. влмч. Юрія Переможця  Настоятель — прот. Василь Абрам'юк
- Кривоброди, церква Успіння Пресвятої Богородиці.Настоятель: митр. прот. Дмитро Плешкан
- Кути, церква св. рівноап. князя Володимира Великого. Настоятель — митр. прот. Михайло Будзан
- Лючки, церква Чуда Арх. Михаїла. Настоятель — митр. прот. Василь Олексевич
- Малий Рожин, церква Різдва Івана Хрестителя (1864). Настоятель — митр. прот. Богдан Стефанків
- Микитинці, церква Арх. Михаїла. Настоятель — митр. прот. Василь Палійчук
- Пістинь, церква Успіння Пресвятої Богородиці (1858). Настоятель — митр. прот. Петро Дяків
- Пістинь, церква Благовіщення Пресвятої Богородиці (1861). Настоятель — митр. прот. Петро Дяків
- Прокурава, церква Собор Пресвятої Богородиці (1889). Настоятель — митр. прот. Юрій Павличко
- Рибне, церква св. влмч. Димитрія Солунського (1870). Настоятель — митр.прот. Михайло Голомеджук
- Рибне, церква Вознесіння Господнього. Настоятель — митр. прот. Михайло Голомеджук
- Рожнів, церква Різдва Пресвятої Богородиці (1867). Настоятель — митр. прот. Павло Слободян
- Рожнів, церква Арх. Михаїла (1994) церква згоріла 4 грудня 2018 р.. Настоятель — митр. прот. Павло Слободян
- Розтоки, церква Арх. Михаїла. Настоятель — митр. прот. Василь Тимчук
- Слобідка, церква Успіння Пресвятої Богородиці (1848). Настоятель — прот. Роман Голомеджук
- Смодна, церква св. прав. Іоакима і Анни (1841). Настоятель — митр. прот. Михайло Ганущак
- Снідавка, церква св. ап. Петра і Павла (1878). Настоятель — митр. прот. Василь Палійчук
- Старі Кути, церква Покрови Пресвятої Богородиці (1882). Настоятель — митр. прот. Дмитро Коцаба
- Текуча, церква Пресвятої Трійці (1833). Настоятель — митр. прот. Василь Бойчук
- Тюдів, церква Введення в храм Пресвятої Богородиці (1991). Настоятель — митр. прот. Іван Сабадаш
- Черганівка, церква Зачаття Івана Хрестителя (1811). Настоятель — прот. Микола Будзан
- Шешори, Церква Святої Великомучениці Параскеви П'ятниці (1874). Настоятель — митр. прот. Юрій Павличко

### Рогатинське благочиння, благочинний митр. прот. Михайло Кудла
- Діброва, церква Арх. Михаїла. Настоятель — митр. прот. Михайло Кудла
- Сарники, церква Преображення Господнього(1937). Настоятель — прот. Андрій Сегін
- Світанок, церква Покрови Пресвятої Богородиці. Настоятель — митр. прот. Михайло Кудла

### Надвірнянське благочиння, благочинний митр. прот. Мирослав Хімейчук
- Саджавка, церква Покрови Пресвятої Богородиці (1909). Настоятель — митр. прот. Мирослав Хімейчук
- Надвірна, церква-каплиця Покрови Пресвятої Богородиці. Настоятель — митр. прот. Любомир Білецький.
- Делятин, церква Арх. Михаїла. Настоятель — митр. прот. Михаїл Гладиш.
- Лоєва, церква Преображення Господнього. Настоятель — митр. прот. Михаїл Гладиш.
- Любіжня, церква Св. ап. і євенг. Іоана Богослова. Настоятель — митр. прот. Василь Фенюк.
- Молодьків, церква Різдва Пресвятої Богородиці. Настоятель — прот. Анатолій Момот
- Перерісль, церква Св. Миколая (1822—1903). Настоятель — митр. прот. Андрій Луканюк

### Отинійське благочиння, благочинний митр. прот. Миколай Гелетюк
- Виноград, церква св. Миколая (1849). Настоятель — митр. прот. Іван Лаврук
- Закрівці, церква св. влмч. Димитрія Солунського (2013). Настоятель — митр. прот. Ігор Горіца
- Коршів, церква Успення Пресвятої Богородиці (1844). Настоятель — митр. прот. Миколай Гелетюк
- Нижня Велесниця, церква Покрови Пресвятої Богородиці (1913). Настоятель — митр. прот. Іван Лаврук
- Угорники, церква прп. Параскеви Сербської (1882). Настоятель — митр. прот. Михайло Дзіворонюк
- Черемхів, церква Святого Духа (1996). Настоятель — митр. прот. Ігор Горіца

### Тлумацьке благочиння, благочинний митр. прот. Василь Стадник
- Бортники, церква Успіння Пресвятої Богородиці (2000). Настоятель — митр. прот. Василь Гаморак
- Буківна, церква св. пророка Іллі. Настоятель — митр. прот. Василь Мінтяник
- Вікняни, церква Різдва Пресвятої Богородиці (1904). Настоятель — прот. Василь Ворощук
- Гринівці, церква Різдва Пресвятої Богородиці (1993). Настоятель — митр. прот. Михайло Моздір
- Гончарів, церква Арх. Михаїла (1842). Настоятель — митр. прот. Петро Кузьмин
- Гарасимів, церква Св. Миколая (1831, реконструкція 1909). Настоятель — митр. прот. Василь Демяник
- Гавриляк, церква Покрови Пресвятої Богородиці (1840). Настоятель — митр. прот. Олег Мосяк
- Грушка, церква Перенесення мощей свт. Миколая (1993). Настоятель — митр. прот. Ігор Слободян
- Долина, церква Покрови Пресвятої Богородиці (1882). Настоятель — митр. прот. Миколай Куцук
- Жабокруки, церква прп. Онуфрія Великого (1772). Настоятель — митр. прот. Іван Назарук
- Живачів, церква Святого Духа (2006). Настоятель — митр. прот. Володимир Голинський
- Колінці, церква Успіння Пресвятої Богородиці (2000). Настоятель — митр. прот. Василь Моздір
- Кутище, церква Різдва св. Івана Хрестителя (1995). Настоятель — митр. прот. Роман Коржинський
- Локітка, церква Царя Христа. Настоятель — прот. Василь Ворощук
- Олешів, церква Перенесення мощей св. Миколая (1806). Настоятель — митр. прот. Іван Тимчук
- Підвербці, церква Воскресіння Господнього (1770). Настоятель — митр. прот. Михайло Смушак
- Пужники, церква влмч. Параскеви. Настоятель — митр. прот. Володимир Калинюк.
- Суходіл, церква Св. ап. Петра і Павла. Настоятель — митр. прот. Микола Куцук
- Тлумач, церква Преображення Господнього (1991). Настоятель — митр. прот. Василь Стадник
- Хотимир, церква перенесення мощей св. Миколая (1924, реконструкція 1994). Настоятель — митр. прот. Віктор Оринчин
- Яківка, церква Різдва Пресвятої Богородиці (1824—2007). Настоятель — митр. прот. Петро Кузьмин

### Яремчанське благочиння, благочинний митр. прот. Дмитро Кашевка
- Яремче церква Пресвятої Трійці. Настоятель митр. прот. Дмитро Кашевка

### Монастирі єпархії
- Спасо-Преображенський Угорницький чоловічий монастир. с. Угорники Коломийський р-н. Намісник єпископ Коломийський Павло (Мисак). Братія монастиря: ігумен Сергій (Хонахбєєв), ігумен Лука (Попович), протодиякон Роман Процак.

- Свято-Михайлівський чоловічий монастир. с. Підмихайля Калуський р-н. Намісник архімандрит Михайло (Гринів).

- Свято-Серафимівський чоловічий монастир. с. Кривець Богородчанський р-н. Намісник архімандрит Максим (Волошенюк).

- Свято-Троїцький чоловічий монастир. с. Баня-Березів Косівський р-н. Намісник архімандрит Афанасій (Лазарович). Братія монастиря: ієромонах Паїсій (Горганюк).

- Свято-Юріївський чоловічий монастир с. Кобаки Косівський р-н. Намісник архімандрит Ювеналій (Зінченко).

### Скити єпархії
- Свято-Покровський скит с. Кулачківці Снятинський р-н. Скитоначальник схиархімандрит Адам (Перванчук).